# Ronnie Fernández
Ronnie Alan Fernández Sáez (Punta Arenas, Chile, 30 de enero de 1991), es un futbolista profesional chileno, que se desempeña como delantero, y actualmente milita en el Palestino de la Liga de Primera.

## Trayectoria
Nacido en Viña del Mar se fue a los veintisiete días de nacido a Punta Arenas donde comenzaría a jugar de manera amateur por el Club Deportivo Sokol Croata desde los nueve años realizando todas las series cadetes en aquel lugar. A los diecisiete años estando de vacaciones en Valparaíso asistiría a una prueba de jugadores del Santiago Wanderers donde quedaría seleccionado dejando de lado opciones de probarse en Colo-Colo y la Universidad Católica.
Luego de casi un año en las divisiones inferiores del Santiago Wanderers, a fines del 2008, iría con el primer equipo del club porteño a la pretemporada para asumir el campeonato de la Primera B 2009 donde tuvo la oportunidad de jugar un partido amistoso contra la Universidad de Concepción. pero al volver a Valparaíso extrañamente no sería presentado en la noche verde y quedaría descartado del plantel de honor, pese a esto en octubre del 2009 es citado para la última fecha del Torneo de Clausura donde finalmente debutaría oficialmente. Luego de su debut permanece jugando en el primer equipo porteño teniendo muy bajas actuaciones por lo cual finalizada la temporada 2011 se decide enviarlo a préstamo a Deportes Puerto Montt.
En Deportes Puerto Montt lograría obtener la titularidad y se convertiría en el goleador de su equipo anotando diez goles en toda la temporada pero esto no ayudaría a evitar que su equipo bajara a la Segunda División Profesional. Con el equipo ya descendido regresa a su cub formador donde redebuta en un amistoso frente a Quilmes AC en Argentina siendo confirmado luego de eso como parte del plantel 2013 del equipo porteño.
En el segundo paso por el club porteño no volvería a tener mayor continuidad por lo que es de nuevo enviado a préstamos, primero a mediados del 2013, a Naval, donde retomaría la senda goleadora pero terminado el Apertura es desvinculado del club por indisciplina, fichando en un segundo préstamo por Deportes Concepción. Con el club lila no destacaría como lo había hecho previamente en el torneo de la Primera B por lo cual finalizado el Clausura 2014 regresa a Santiago Wanderers teniendo su tercera oportunidad con los caturros.
Durante el tercer ciclo por el Santiago Wanderers tendría un buen comienzo siendo alternativa recurrente en el subcampeonato obtenido en el Apertura 2014 y siendo goleador del equipo en la Copa Chile 2014/15. Para la siguiente temporada sería titular y goleador del equipo con dieciocho goles en tres diferentes competencias, incluyendo la Copa Sudamericana 2015, lo que llamaría la atención de otros clubes tanto nacionales como extranjeros, siendo el Deportivo Cali de Colombia el que se haría de sus servicios al comprar el 50% de su pase por 450 mil dólares.
Su paso por Colombia no sería lo esperado por lo que el Deportivo Cali lo vendería al Bolívar de la Primera División de Bolivia. En tan solo un semestre con La Academia lograría convertirse en pieza clave de la obtención del Clausura 2017 además de ser el tercer goleador del equipo pese a estar jugando como puntero izquierdo y siendo figura del Clásico paceño. Su buen rendimiento en Bolivia haría que el Al-Fayha FC de la Liga Profesional Saudí hiciera una oferta de dos millones de dólares por su pase transformándose en la transferencia más alta de la historia del fútbol boliviano.
En su primera temporada jugando por el Al-Fayha FC se convertiría en la figura del equipo y además llegaría a ser el goleador de la Liga Profesional Saudí 2017/18. La temporada siguiente con los saudí sería bastante irregular en general pero renovaría su contrato hasta mediados de 2021 aceptando a su vez un préstamo por seis meses con opción de compra al Al-Nasr Sports Club de los Emiratos Árabes Unidos donde volverá a ser dirigido por Beñat San José, quien lo dirigiera en Bolívar.
El 24 de octubre de 2020 es anunciado su regreso a Santiago Wanderers.
En enero de 2023 es anunciado su regreso a Club Bolívar donde lo dirigirá el entrenador español Beñat San José.

## Selección nacional
Fue parte de las selecciones menores de la Selección de fútbol de Chile en una convocatoria sub-18 además de la Sub-20 de César Vaccia para afrontar el Torneo Internacional Juvenil de Punta del Este, donde jugaría en las dos derrotas de la selección no llegando a disputar competiciones oficiales.
El día 21 de marzo de 2022, tras la desconvocatoria de Luis Jiménez por lesión, fue incluido en la nómina de la selección chilena dada a conocer por la ANFP para disputar los partidos eliminatorios frente a Brasil y Uruguay.

### Participaciones en Clasificatorias a Copas del Mundo
| Eliminatorias            | País  | Resultado | Posición  | Partidos | Goles |
| ------------------------ | ----- | --------- | --------- | -------- | ----- |
| Eliminatorias Catar 2022 | Catar | Eliminado | 7.º lugar | 2        | 0     |

### Partidos internacionales
Actualizado hasta el 14 de junio de 2022.
| Partidos internacionales | Partidos internacionales | Partidos internacionales                               | Partidos internacionales | Partidos internacionales | Partidos internacionales | Partidos internacionales | Partidos internacionales | Partidos internacionales | Partidos internacionales   |
| N.º                      | Fecha                    | Estadio                                                | Local                    | Resultado                | Visitante                | Goles                    | Asistencias              | DT                       | Competición                |
| ------------------------ | ------------------------ | ------------------------------------------------------ | ------------------------ | ------------------------ | ------------------------ | ------------------------ | ------------------------ | ------------------------ | -------------------------- |
| 1                        | 24 de marzo de 2022      | Estadio Maracaná, Río de Janeiro, Brasil               | Brasil                   | 4-0                      | Chile                    |                          |                          | Martín Lasarte           | Clasificatorias Catar 2022 |
| 2                        | 29 de marzo de 2022      | Estadio San Carlos de Apoquindo, Santiago, Chile       | Chile                    | 0-2                      | Uruguay                  |                          |                          | Martín Lasarte           | Clasificatorias Catar 2022 |
| 3                        | 6 de junio de 2022       | Estadio Mundialista de Daejeon, Daejeon, Corea del Sur | Corea del Sur            | 2-0                      | Chile                    |                          |                          | Eduardo Berizzo          | Amistoso                   |
| 4                        | 10 de junio de 2022      | Estadio Parque Misaki, Kobe, Japón                     | Chile                    | 0-2                      | Túnez                    |                          |                          | Eduardo Berizzo          | Copa Kirin 2022            |
| 5                        | 14 de junio de 2022      | Estadio de Fútbol de Suita, Osaka, Japón               | Chile                    | 0-0                      | Ghana                    |                          |                          | Eduardo Berizzo          | Copa Kirin 2022            |
| Total                    | Total                    | Total                                                  | Presencias               | 5                        | Goles                    | 0                        |                          |                          |                            |

| Selección chilena | Selección chilena | Selección chilena |
| Año               | Partidos          | Goles             |
| ----------------- | ----------------- | ----------------- |
| 2022              | 5                 | 0                 |
| Total             | 5                 | 0                 |

## Estadísticas

### Clubes
| Santiago Wanderers · Chile    | 2.ª           | 2009          | 1   | 0   | —  | —  | —  | — | 1   | 0   | 0.00 |
| Santiago Wanderers · Chile    | 1.ª           | 2010          | 5   | 0   | 3  | 0  | —  | — | 8   | 0   | 0.00 |
| Santiago Wanderers · Chile    | 1.ª           | 2011          | 6   | 0   | 4  | 0  | —  | — | 10  | 0   | 0.00 |
| Deportes Puerto Montt · Chile | 2.ª           | 2012          | 31  | 8   | 1  | 2  | —  | — | 32  | 10  | 0.31 |
| Deportes Puerto Montt · Chile | Total club    | Total club    | 31  | 8   | 1  | 2  | 0  | 0 | 32  | 10  | 0.31 |
| Santiago Wanderers · Chile    | 1.ª           | 2013          | 4   | 0   | —  | —  | —  | — | 4   | 0   | 0.00 |
| Naval · Chile                 | 2.ª           | 2013-14       | 19  | 6   | 5  | 1  | —  | — | 24  | 7   | 0.29 |
| Naval · Chile                 | Total club    | Total club    | 19  | 6   | 5  | 1  | 0  | 0 | 24  | 7   | 0.29 |
| Deportes Concepción · Chile   | 2.ª           | 2013-14       | 17  | 2   | —  | —  | —  | — | 17  | 2   | 0.12 |
| Deportes Concepción · Chile   | Total club    | Total club    | 17  | 2   | 0  | 0  | 0  | 0 | 17  | 2   | 0.12 |
| Santiago Wanderers · Chile    | 1.ª           | 2014-15       | 32  | 4   | 8  | 6  | —  | — | 46  | 10  | 0.22 |
| Santiago Wanderers · Chile    | 1.ª           | 2015-16       | 32  | 15  | 5  | 2  | 2  | 1 | 39  | 18  | 0.46 |
| Deportivo Cali · Colombia     | 1.ª           | 2016          | 19  | 2   | 4  | 0  | —  | — | 23  | 2   | 0.09 |
| Deportivo Cali · Colombia     | Total club    | Total club    | 19  | 2   | 4  | 0  | 0  | 0 | 23  | 2   | 0.09 |
| Bolivar · Bolivia             | 1.ª           | 2017          | 22  | 7   | —  | —  | 2  | 0 | 24  | 7   | 0.29 |
| Al-Fayha FC Arabia Saudita    | 1.ª           | 2017-18       | 25  | 13  | 3  | 0  | —  | — | 28  | 13  | 0.46 |
| Al-Fayha FC Arabia Saudita    | 1.ª           | 2018-19       | 14  | 3   | —  | —  | —  | — | 14  | 3   | 0.21 |
| Al-Nasr · EAU                 | 1.ª           | 2018-19       | 12  | 4   | 1  | 0  | 1  | 0 | 14  | 4   | 0.29 |
| Al-Nasr · EAU                 | Total club    | Total club    | 12  | 4   | 1  | 0  | 1  | 0 | 14  | 4   | 0.29 |
| Al-Fayha FC Arabia Saudita    | 1.ª           | 2019-20       | 15  | 7   | —  | —  | —  | — | 17  | 7   | 0.41 |
| Al-Fayha FC Arabia Saudita    | Total club    | Total club    | 54  | 23  | 3  | 0  | 0  | 0 | 57  | 23  | 0.4  |
| Santiago Wanderers · Chile    | 1.ª           | 2020          | 11  | 0   | —  | —  | —  | — | 11  | 0   | 0.00 |
| Al-Raed Arabia Saudita        | 1.ª           | 2020-21       | 15  | 3   | —  | —  | —  | — | 15  | 3   | 0.2  |
| Al-Raed Arabia Saudita        | Total club    | Total club    | 15  | 3   | 0  | 0  | 0  | 0 | 15  | 3   | 0.21 |
| Santiago Wanderers · Chile    | 1.ª           | 2021          | 11  | 3   | —  | —  | —  | — | 11  | 3   | 0.27 |
| Santiago Wanderers · Chile    | Total club    | Total club    | 102 | 22  | 20 | 8  | 2  | 1 | 124 | 31  | 0.25 |
| Universidad de Chile · Chile  | 1.ª           | 2022          | 26  | 5   | 6  | 0  | —  | — | 32  | 5   | 0.16 |
| Universidad de Chile · Chile  | Total club    | Total club    | 26  | 5   | 6  | 0  | 0  | 0 | 32  | 5   | 0.16 |
| Bolívar · Bolivia             | 1.ª           | 2023          | 26  | 18  | 14 | 1  | 9  | 4 | 49  | 23  | 0.47 |
| Bolívar · Bolivia             | Total club    | Total club    | 48  | 25  | 14 | 1  | 11 | 4 | 73  | 30  | 0.41 |
| Selangor FC Malasia           | 1.ª           | 2024          | 20  | 10  | 6  | 1  | 6  | 1 | 32  | 12  | 0.38 |
| Selangor FC Malasia           | Total club    | Total club    | 20  | 10  | 6  | 1  | 6  | 1 | 32  | 12  | 0.38 |
| Palestino · Chile             | 1.ª           | 2025          | 0   | 0   | 0  | 0  | 1  | 0 | 0   | 0   | 0.00 |
| Palestino · Chile             | Total club    | Total club    | 0   | 0   | 0  | 0  | 1  | 0 | 0   | 0   | 0.00 |
| Total carrera                 | Total carrera | Total carrera | 363 | 110 | 60 | 13 | 21 | 6 | 443 | 129 | 0.29 |
| 1. 2. 3.                      |               |               |     |     |    |    |    |   |     |     |      |

### Resumen estadístico
| Competición                               | Partidos | Goles | Promedio |
| ----------------------------------------- | -------- | ----- | -------- |
| Primera División de Chile                 | 127      | 27    | 0.21     |
| Categoría Primera A                       | 19       | 2     | 0.10     |
| Primera División de Bolivia               | 48       | 25    | 0.52     |
| Liga Profesional Saudí                    | 69       | 26    | 0.38     |
| Liga Árabe del Golfo                      | 12       | 4     | 0.3      |
| Primera B de Chile                        | 68       | 16    | 0.23     |
| Copa Chile                                | 32       | 11    | 0.34     |
| Copa Colombia                             | 4        | 0     | 0.00     |
| Copa del Príncipe de la Corona Saudí      | 1        | 0     | 0.00     |
| Copa del Rey de Campeones                 | 2        | 0     | 0.00     |
| Copa Presidente de Emiratos Árabes Unidos | 1        | 0     | 0.00     |
| Copa Tigo                                 | 14       | 1     | 0.07     |
| Copa Sudamericana                         | 4        | 1     | 0.25     |
| Liga de Campeones de la AFC               | 1        | 0     | 0.00     |
| Copa Libertadores                         | 9        | 4     | 0.44     |
| Total                                     | 411      | 117   | 0.29     |

### Tripletes
| Partidos en los que anotó tres o más goles | Partidos en los que anotó tres o más goles | Partidos en los que anotó tres o más goles             | Partidos en los que anotó tres o más goles | Partidos en los que anotó tres o más goles | Partidos en los que anotó tres o más goles | Partidos en los que anotó tres o más goles |
| N.º                                        | Fecha                                      | Estadio                                                | Partido                                    | Goles                                      | Resultado                                  | Competición                                |
| ------------------------------------------ | ------------------------------------------ | ------------------------------------------------------ | ------------------------------------------ | ------------------------------------------ | ------------------------------------------ | ------------------------------------------ |
| 1                                          | 19 de diciembre de 2019                    | King Salman Sport City Stadium, Al Majma'ah            | Al-Fayha - Al-Ittihad                      |                                            | 4 - 1                                      | Liga Profesional Saudí 2019-20             |
| 2                                          | 5 de marzo de 2023                         | Estadio Ramón Aguilera Costas, Santa Cruz de la Sierra | Blooming - Bolívar                         |                                            | 0 - 5                                      | Primera División de Bolivia 2023           |
| 3                                          | 25 de noviembre de 2023                    | Estadio Bicentenario de Villa Tunari, Villa Tunari     | Atlético Palmaflor - Bolívar               |                                            | 1 - 7                                      | Primera División de Bolivia 2023           |

## Palmarés

### Títulos nacionales
| Título           | Club    | País    | Año    |
| ---------------- | ------- | ------- | ------ |
| Primera División | Bolívar | Bolivia | 2017-C |
| Copa de la Liga  | Bolívar | Bolivia | 2023   |

### Distinciones individuales
| Distinción                                   | Año     |
| -------------------------------------------- | ------- |
| Goleador Liga Profesional Saudí              | 2017/18 |
| Mejor Delantero de la Liga Profesional Saudí | 2017/18 |